# Nacionalni park Słowiński
Słowiński (polj: Słowiński Park Narodowy) je nacionalni park koji se nalazi u poljskoj pokrajini Pomeransko vojvodstvo na sjeveru zemlje. Smješten je u blizini Baltičkog mora, između gradova Leba i Rowy.
Ideja da ovo područje postane nacionalnim parkom javila se 1946., a ostvarena je tek 21 godinu kasnije, tj. 1967. Vijećanjem znanstvenika iz Gdanjska i Poznanja, odlučena je površina od oko 189 km2, dok danas ona iznosi nepunih 187 km2. Od toga se 102,13 km2 odnosi na vode, a 46 km2 zauzimaju šume. U parku postoji i strogo čuvana zona veličine 56,19 km2 koju je UNESCO proglasio rezervatom biosfere. Močvare ovog nacionalnog parka zaštićene su Ramsarskom konvencijom. Ime je dobio po Slovincima (polj. Słowińcy).
U prošlosti je bio dio Baltičkog mora. No more, valovi i vjetar stvorili su dine koje su ga odvojile od mora. Poneke su dine visoke i do 30 metara, a kreću se prema unutrašnjosti brzinom od od 3 do 10 metara godišnje. Najviši vrh parka je Rowokol i nalazi se na 115 metara nadmorske visine. Vode zauzimaju 55 % parka, dok su šume uglavom sastavljene od borova. Od životinja su najbrojnije ptice s oko 257 vrsta jer se park nalazi na povoljnom mjestu za vrijeme migracije.

## Vanjske poveznice
- Popis NP Poljske
- Fotografije
- Video